# WrestleMania 34
WrestleMania 34 was de 34ste professioneel worstel-pay-per-view (PPV) en WWE Network evenement van WrestleMania dat georganiseerd werd door WWE voor hun Raw en SmackDown brands. Het evenement vond plaats op 8 april 2018 in het Mercedes-Benz Superdome in New Orleans, Louisiana.

## Wedstrijden
| Nr. | Match | Winnaar(s)                             | Opmerkingen                                                                                  | Bron  |
| --- | --- | -------------------------------------- | -------------------------------------------------------------------------------------------- | ----- |
| 1p  | André the Giant Memorial Battle Royal | Matt Hardy                             | Hardy won door Baron Corbin als laatste te elimineren.                                       | [ 2 ] |
| 2p  | Cedric Alexander vs. Mustafa Ali | Cedric Alexander                       | Toernooifinale voor het vacant WWE Cruiserweight Championship.                               | [ 2 ] |
| 3p  | 20-woman WrestleMania Women's Battle Royal.                                                                                              | Naomi                                  | Naomi won door Bayley als laatste te elimineren.                                             | [ 2 ] |
| 4   | Seth Rollins vs. The Miz (c) vs. Finn Bálor                                                                                              | Seth Rollins (nc)                      | Triple Threat Match voor het WWE Intercontinental Championship.                              | [ 2 ] |
| 5   | Charlotte Flair (c) vs. Asuka | Charlotte Flair                        | Eén-op-één match voor het WWE SmackDown Women's Championship. Charlotte won door submission. | [ 2 ] |
| 6   | Jinder Mahal (met Sunil Singh) vs. Randy Orton (c) vs Bobby Roode vs. Rusev (met Aiden English)                                          | Jinder Mahal                           | Fatal-Four Way Match voor het WWE U.S. Championship.                                         | [ 2 ] |
| 7   | Kurt Angle & Ronda Rousey vs. Triple H & Stephanie McMahon                                                                               | Kurt Angle & Ronda Rousey              | Mixed Tag Team Match.                                                                        | [ 2 ] |
| 8   | The Bludgeon Brothers (Harper & Rowan) vs. The Usos (Jey Uso & Jimmy Uso) (c) vs. The New Day (Big E & Kofi Kingston) (met Xavier Woods) | The Bludgeon Brothers (Harper & Rowan) | Triple Threat Tag Team Match voor het WWE SmackDown Tag Team Championship.                   | [ 2 ] |
| 9   | The Undertaker vs. John Cena | The Undertaker                         | Eén-op-één match.                                                                            | [ 2 ] |
| 10  | Daniel Bryan & Shane McMahon vs. Sami Zayn & Kevin Owens                                                                                 | Daniel Bryan & Shane McMahon           | Tag Team Match.                                                                              | [ 2 ] |
| 11  | Nia Jax vs. Alexa Bliss (c) (met Mickie James)                                                                                           | Nia Jax                                | Eén-op-één match voor het WWE Raw Women's Championship.                                      | [ 2 ] |
| 12  | AJ Styles (c) vs. Shinsuke Nakamura | AJ Styles                              | Eén-op-één match voor het WWE Championship.                                                  | [ 2 ] |
| 13  | Braun Strowman & Nicholas vs. Cesaro & Sheamus (c)                                                                                       | Braun Strowman & Nicholas              | Tag team Match voor het WWE Raw Tag Team Championship.                                       | [ 2 ] |
| 14  | Brock Lesnar (c) (met Paul Heyman) vs. Roman Reigns                                                                                      | Brock Lesnar                           | Eén-op-één match voor het WWE Universal Championship.                                        | [ 2 ] |